# Copa da Liga Escocesa 1962–63
A Copa da Liga Escocesa de 1962-63 foi a 17º edição do segundo mais importante torneio eliminatório do futebol da Escócia. O campeão foi o Heart of Midlothian F.C, que conquistou seu 4º título na história da competição ao vencer a final contra o Kilmarnock F.C., pelo placar de 1 a 0.

## Premiação
| Copa da Liga Escocesa de 1962-63            |
| Escócia                                     |
| ------------------------------------------- |
| Heart of Midlothian F.C Campeão (4º título) |